# Риня (Леґьоновський повіт)
Риня (пол. Rynia) — село в Польщі, у гміні Непорент Леґьоновського повіту Мазовецького воєводства.
Населення — 288 осіб (2011).
У 1975-1998 роках село належало до Варшавського воєводства.

## Демографія
Демографічна структура станом на 31 березня 2011 року:
|          | Загалом | Допрацездатний вік | Працездатний вік | Постпрацездатний вік |
| -------- | ------- | ------------------ | ---------------- | -------------------- |
| Чоловіки | 142     | 37                 | 88               | 17                   |
| Жінки    | 146     | 37                 | 87               | 22                   |
| Разом    | 288     | 74                 | 175              | 39                   |